# Mokhtar Hassani
Mokhtar Hassani (en arabe : مختار حساني) est un professeur et historien algérien, né en 1944 à Tassadane (dans l'actuelle wilaya de Mila) et mort le 1er mars 2025[réf. nécessaire].

## Biographie
Mokhtar Hassani est né en 1944 à Tassadane, en Algérie, alors sous colonisation française, au sein d'une famille conservatrice et modeste. Il effectue ses études primaires dans le même village.
Par la suite, il poursuit ses études et obtient une licence en histoire, puis un Certificat d'études approfondies (CEA) en histoire. Il obtient également un doctorat de troisième cycle en histoire médiévale, suivi d'un doctorat en histoire moderne et contemporaine.
Il se consacre ensuite à l'enseignement et devient maître de conférences au département d'histoire de la faculté des sciences humaines et sociales de l'université Alger 2 de Bouzaréah. Il été également nommé directeur du laboratoire des manuscrits de cette même université et président de l'association algérienne des manuscrits.
Le groupe de recherche et du patrimoine culturel ottoman en Algérie a honoré Mokhtar Hassani le 14 mai 2023, pour son travail accompli dans la recherche, notamment pour ses annotations et études des manuscrits en lien avec l'histoire de l'Algérie.
Il est mort le 1er mars 2025 à l'âge de 81 ans.

## Publications

### Ouvrages
- (ar) تاريخ الدولة الزيانية - الاحوال الاقتصادية والثقافية [« Histoire du Sultanat zianide - Les conditions économiques et culturelle »], t. 1,‎ 2007
- (ar) تاريخ الدولة الزيانية - الاحوال الاقتصادية والثقافية [« Histoire du Sultanat zianide - Les conditions économiques et culturelle »], t. 2,‎ 2007
- (ar) تاريخ الدولة الزيانية - الاحوال الاقتصادية والثقافية [« Histoire du Sultanat zianide - Les conditions économiques et culturelle »], t. 3,‎ 2007
- (ar) موسوعة تاريخ وثقافة المدن الجزائرية [« Encyclopédie de l'histoire et de la culture des villes algériennes »], Dar Al Hikma,‎ 2007, 327 p. (ISBN 9789961906958)
- (ar) ثورة الأمير عبد القادر من خلال ثلاثة مخطوطات [« La révolte de l'émir Abdelkader à travers trois manuscrits »], Dar Al Hikma,‎ 2007, 230 p. (ISBN 9789947842010)
- (ar) تاريخ الجزائر الوسيط [« Histoire de l'Algérie médiévale »], Dar Al Houda,‎ 2013
- (ar) التراث الجزائري المخطوط في الجزائر والخارج [« Le patrimoine algérien manuscrit en Algérie et à l'étranger »], Manshourat Al Hadara,‎ 2009 (ISBN 9789947842010)

### Articles
- (ar) « عرض لمخطوط أحمد بن يوسف الملياني » [« Présentation du manuscrit d'Ahmad Ben Yusuf al-Miliani. »], المجلة المغاربية للمخطوطات, vol. 10, no 1,‎ 30 décembre 2014 (lire en ligne )
- (ar) « شرح تنوير البصائر والأبصار في تحريض سلطان الجزائر على قتال الكفار » [« Explication de Tawniir al-Basa'ir wal-Absar dans l'incitation du sultan El Djazaïr à combattre les infidèles. »], المجلة المغاربية للمخطوطات, vol. 10, no 1,‎ 30 décembre 2014, p. 215-236 (lire en ligne )
- « التاريخ الوطني من خلال مخطوطات الخزائن العامة والخاصة » [« L'histoire nationale à travers les manuscrits des bibliothèques publiques et privées »], RECHERCHES, vol. 6, no 1,‎ 15 juin 2000, p. 245-263 (lire en ligne )